# Bousignies
Bousignies é uma comuna francesa na região administrativa de Altos da França, no departamento do Norte. Estende-se por uma área de 3.14 km². Em 2010 a comuna tinha 347 habitantes (densidade: 110,5 hab./km²).